# Гигрофор поздний
Гигрофо́р поздний, или гигрофор бурый, или мокрица (лат. Hygróphorus hypothejus) — вид грибов-базидиомицетов, входящий в род Гигрофор (Hygrophorus) семейства Гигрофоровые (Hygrophoraceae).

## Описание
Плодовые тела шляпконожечные.
Шляпка взрослых грибов 3—6 см в диаметре, слизистая, сначала выпуклая, затем распростёртая, оливково-коричневая, в центральной части более тёмная, по краям слегка желтоватая.
Пластинки редкие, толстые, жёлтые или светло-жёлтые , нисходящие по ножке.
Мякоть плотная, средней толщины, у молодых грибов белая, у взросых слегка желтоватая, со слабо выраженным фруктовым запахом и сладковатым вкусом.
Ножка длиной 4—7 см, сплошная, слизистая, желтовато-оливковая в верхней части и буроватая в нижней.
Споровый отпечаток белый.
Съедобный гриб 4-й категории, используемый в пищу в свежем виде для приготовления горячих блюд, а также для маринованная или сушки.
Споры яйцевидно-эллипсоидные. 

### Сходные виды
- Гигрофор оливково-белый (Hygrophorus olivaceoalbus) — съедобный гриб, обычно образующий микоризу с елью.

## Экология и ареал
Произрастает в умеренной зоне Евразии. Встречается группами в сентябре — октябре в хвойных и смешанных лесах. Предпочитает молодняки. Образует микоризу с сосной.